# 기보가오카역
기보가오카역(일본어: 希望ヶ丘駅)은 일본 가나가와현 요코하마시 아사히구에 위치한 사가미 철도 본선의 역이다. 역 번호는 SO11이다.

## 역 구조
상대식 승강장 2면 2선의 지상역에서 교상 역사를 갖는다. 2000년까지는 각 승강장별로 지상 역사가 존재하고 있었다. 교상 역사의 준공 후에도 각 승강장의 요코하마 방향에 공도와 연결되는 슬로프가 설치되어 있다(이용하기에는 역무원의 허가 필요).
출입구 - 개찰 외 대합실 간, 개찰 내 대합실 - 승강장 사이를 연결하는 에스컬레이터가 각 4기 설치되어 있으며 2011년에는 출입구 - 개찰 외 대합실 간, 개찰 내 대합실 - 승강장 사이를 연결하는 엘리베이터도 각 2기 설치되었다.

### 승강장
| 번호 | 노선 | 방향 | 행선                        |
| ---- | ---- | ---- | --------------------------- |
| 1    | 본선 | 하행 | 야마토・에비나 방면         |
| 2    | 본선 | 상행 | 후타마타가와・요코하마 방면 |

## 역 주변
역은 가타비라 강의 지류인 후타마타 강이 흐르는 계곡에 위치하고 주위를 구릉 지대에 둘러싸고 있다. 강은 승강장 밑에서는 암거 구조로 하고 있다.
역 북쪽에 가나가와 현도 40호 요코하마아쓰기 선(아쓰기 길)이 다니고 있다. 역 주변은 상점가가 있고 주위의 고지대에는 주택가가 확산되어 있다.
남쪽 출입구의 버스 로터리에서 4개의 도로가 뻗어 가장 동쪽의 도로는 "훈련교대로"라 불렸다. 그 당시, 가나가와 종합 고등 직업 훈련학교에 가는 길임에 따른 것이지만 그 이후 그 학교는 독립행정법인
고령・장해・구직자 고용 지원 기구 관동 직업 능력 개발 촉진 센터로 명칭이 변경되었다. 또한, 도로는 가나가와 현립 기보가오카 고등학교로 향하는 거리에서 "고등학교 거리"라 하였다.

### 북쪽
- 아쓰기 가도
- 기보가오카 역전 우체국
- 로피아(기보가오카점)
- 기보가오카 쇼핑 센터(아케이드 상가)
- 요코하마 시립 기보가오카 중학교
- 요코하마 시립 히가시키보가오카 초등학교

### 남쪽
- 요코하마 은행(기보가오카 지점)
- 기보가오카 역전 파출소
- 요코하마 미나미키보가오카 우체국
- 기보가오카 골프 센터
- 독립행정법인 고령・장해・구직자 고용 지원 기구 가나가와 지부 간토 직업 능력 개발 촉진 센터
- 가나가와 현립 기보가오카 고등학교
- 요코하마 하야토 중・고등학교
- 요코하마 시립 미나미키보가오카 중학교
- 요코하마 시립 기보가오카 초등학교
- 요코하마 시 기보가오카 지구 센터

## 역사
- 1948년 5월 26일: 영업 개시. 당초에는 2량 연결에서 아침 저녁의 출퇴근도 1시간 1본위로 운행[1].
- 1958년 11월 1일: 복선화[2].
- 1965년 12월 20일: 기타구치 역사 완공, 23일보다 영업 개시[3].
- 1966년 12월 15일: 남쪽 출입구의 역사 개축 완성[4].
- 2000년 3월 26일: 교상 역사화.
- 2011년
  - 11월 24일: 역 엘레베이터 설치 공사 작업 중에 발생한 불꽃이 먼지로 인화하여 대합실 - 1번 승강장(에비나 방면) 사이의 에스컬레이터 출력부가 손상되면서 화재 사고 발생[5]. 이에 따르면 이 에스컬레이터는 2012년 1월까지 가동이 중단되기에 이르렀음.
  - 12월: 엘리베이터가 예정대로 전체 완성, 운용 개시.

## 사진

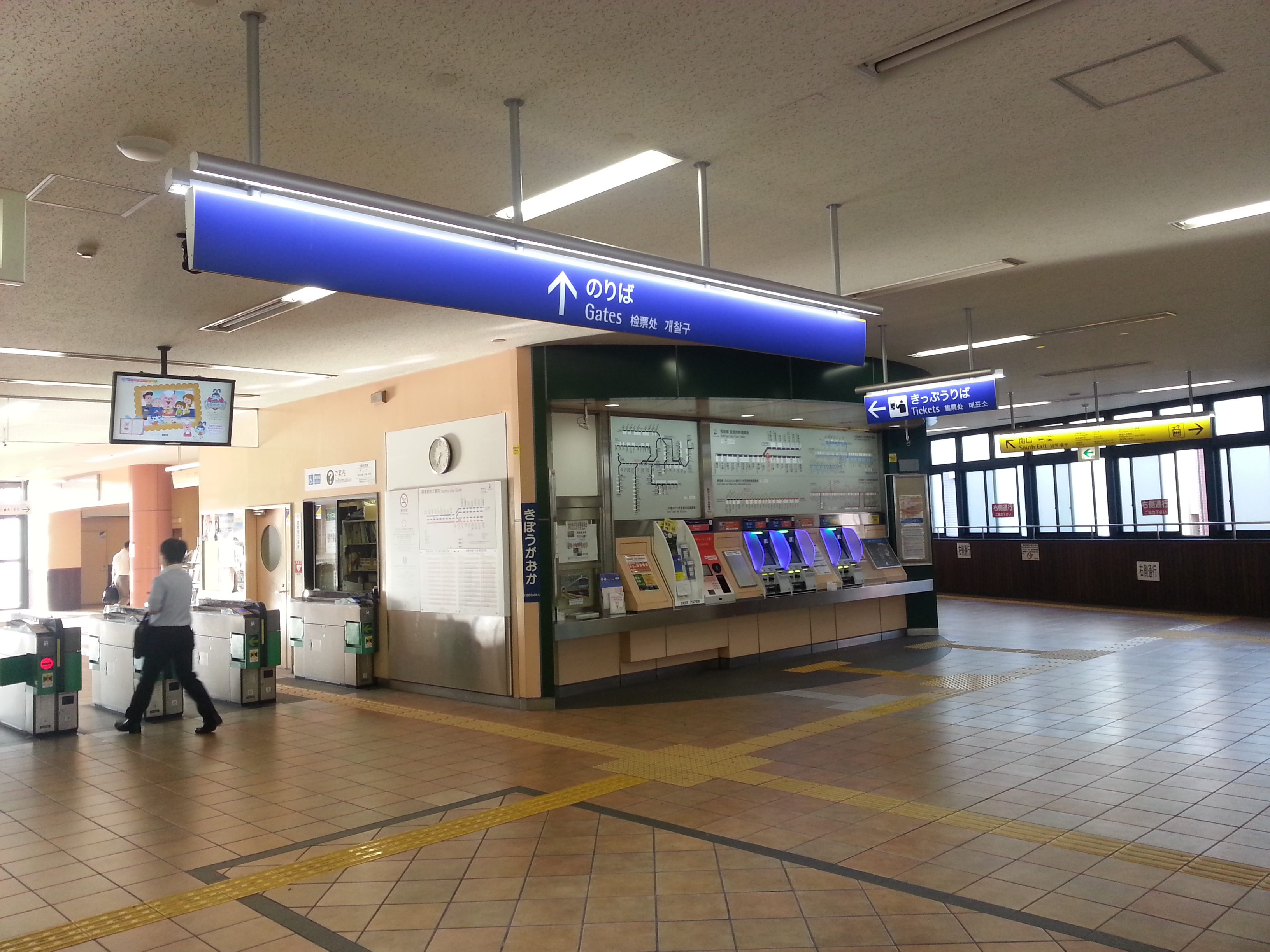
개찰구
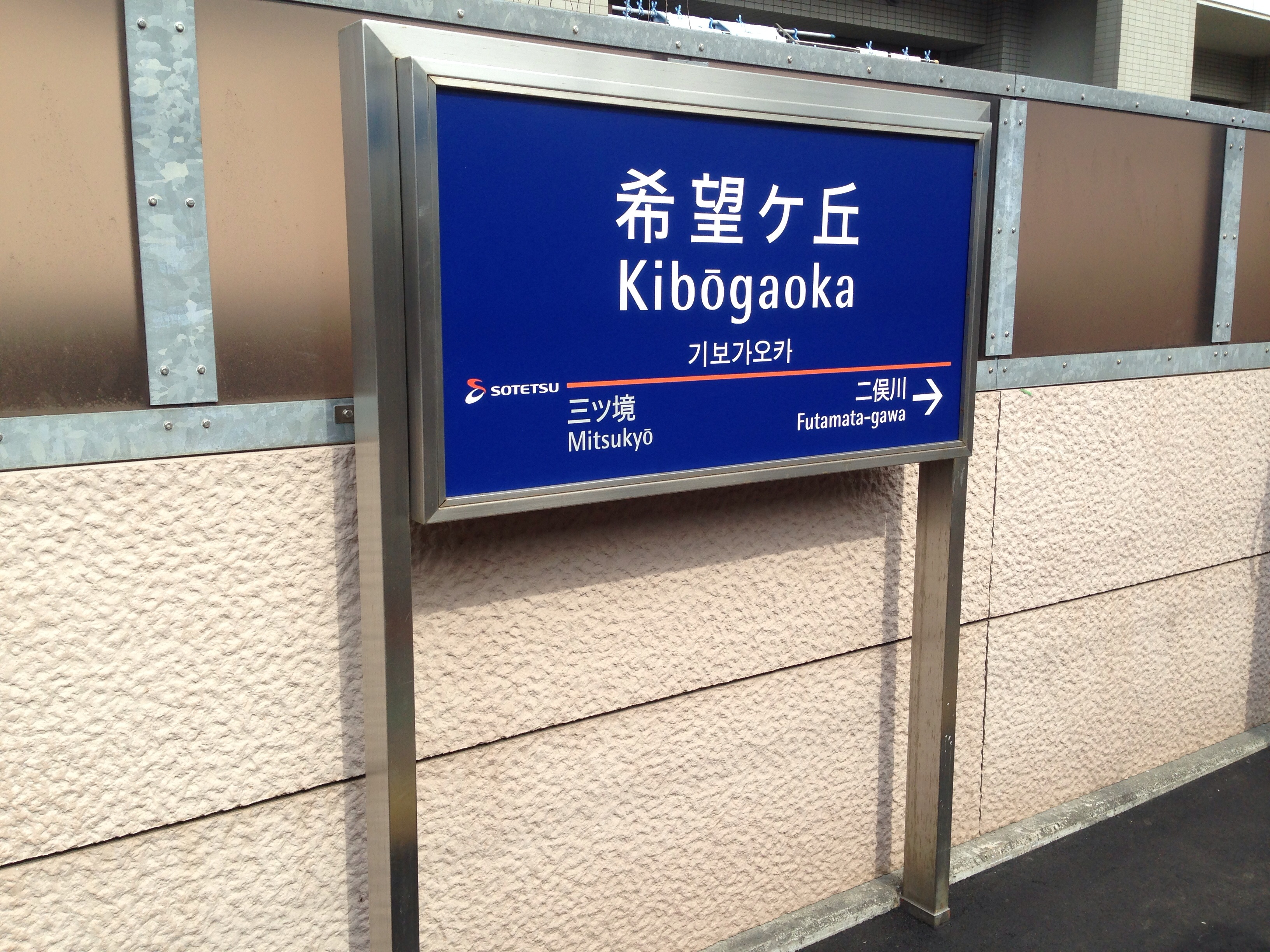
역명판

## 인접역
| 사가미 철도 본선                | 사가미 철도 본선         | 사가미 철도 본선        |
| ------------------------------- | ------------------------ | ----------------------- |
| SO10 후타마타가와 요코하마 방면 | ■ 급행 ■ 쾌속 ■ 각역정차 | 미쓰쿄 SO12 에비나 방면 |